# Lozarevo
Lozarevo (em búlgaro: Лозарево) é uma vila do município de Sungurlare, na províncias de Burgas, ao sul da Bulgária. É identificada pelos estudiosos modernos com a fortaleza e cidade medieval de Goloe (em grego: Γολόη).